# Стрийський округ
Стрийський округ — адміністративна одиниця Королівства Галичини та Володимирії у складі Австрійської імперії.

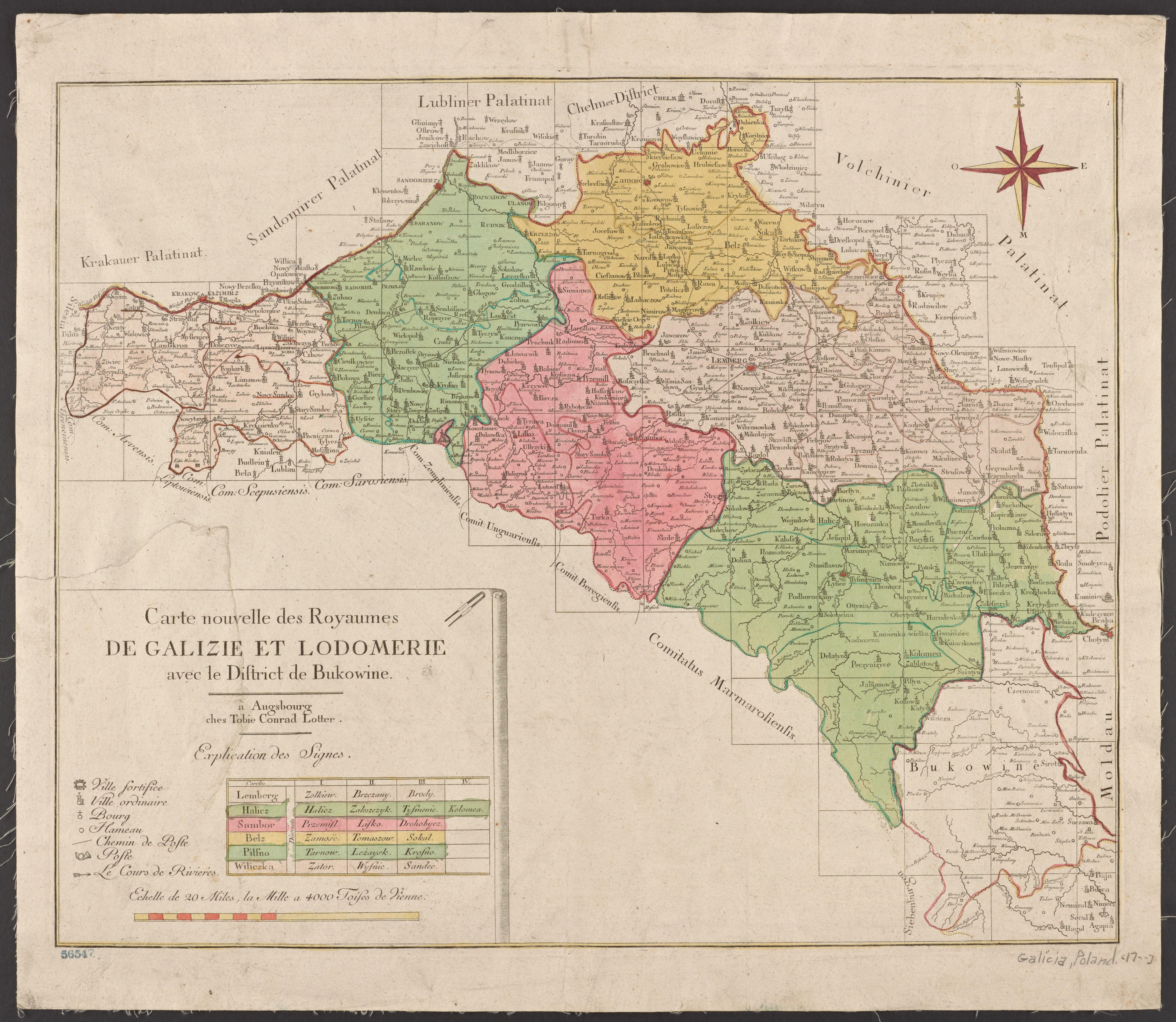
Адміністративний поділ Королівства Галичини та Володимирії у 1777—1782 роках

22 березня 1782 року цісарева Марія Терезія видала патент, який ліквідовував дистрикти. Стрийський округ утворений 1782 року. Існував до 1867 року, коли було скасовано округи і залишено лише повітовий адміністративний поділ (повіти виділені у складі округів у 1854 році).

## Географія
Стрийський округ межував на заході з Самбірським, на півночі Львівським і Бережанським, на сході з Станіславським округами. На півдні межував з Угорщиною.
У Стрийському окрузі було 2 міста, 10 містечок та 304 сіл.

## Повіти
До 1867 року було 9 повітів:
- Стрийський
- Болехівський
- Долинський
- Рожнятинський
- Калуський
- Журавинський
- Войнилівський
- Миколаївський
- Скольський

Після адміністративної реформи (скасування округів) кількість повітів було скорочено.